# Ridge Canipe
Ridge Canipe (* 13. Juli 1994 in Long Beach, Kalifornien) ist ein US-amerikanischer Kinderdarsteller und Schauspieler.

## Leben
Canipe spielte 2003 seine erste Rolle als Michael in einer Episode der Fernsehserie Lucky. 2005 wirkte er im Film Die Bären sind los mit und spielte die Rolle des Toby Whitewood. Für diese Rolle erhielt er 2006 zusammen mit den anderen Kinderdarsteller den Young Artist Award in der Kategorie Best Performance in a Feature Film - Young Ensemble Cast. Ebenfalls 2005 spielte der den jungen Johnny Cash in der Filmbiographie Walk the Line. Für diese Rolle wurde er 2006 mit dem Young Artist Award in der Kategorie Best Performance in a Feature Film - Supporting Young Actor ausgezeichnet. Danach folgten noch diverse andere Rollen in Film und Fernsehen.

## Filmografie

### Film
- 2005: Die Bären sind los
- 2005: Walk the Line
- 2006: Visions - Die dunkle Gabe
- 2006: Zoom
- 2006: Santa Clause 3 – Eine frostige Bescherung
- 2007: Music Within
- 2008: The Express
- 2008: Cradle Will Fall
- 2009: Tom Cool
- 2009: Life Is Hot in Cracktown
- 2009: A Single Man
- 2011: Liebe gewinnt
- 2013: All American Christmas Carol

### Fernsehen
- 2003: Lucky
- 2004: Cold Case – Kein Opfer ist je vergessen
- 2004: Angel – Jäger der Finsternis
- 2004: The District – Einsatz in Washington
- 2005–2007: Desperate Housewives
- 2006: Drake & Josh
- 2006: CSI: Vegas
- 2006–2007: Supernatural
- 2007: Pictures of Hollis Woods
- 2009: Outnumbered

## Auszeichnungen
- 2006: Young Artist Award
- 2007: Young Artist Award (nominiert)
- 2008: Young Artist Award (nominiert)